# Santa Maria de Tartareu
Santa Maria de Tartareu és una església amb elements romànics i neoclàssics de les Avellanes i Santa Linya (Noguera) inclosa a l'Inventari del Patrimoni Arquitectònic de Catalunya.

## Descripció
L'església parroquial de Santa Maria de Tartareu està situada a mitja alçada al centre del nucli de Tartareu, agregat del municipi Avellanes i Santa Linya. Es tracta d'un edifici aïllat d'una sola nau amb una dilatada història i evolució arquitectònica, amb un inici vers el segle xii però amb una reforma total el segle xviii i l'afegit del campanar el segle xx.
La façana on es troba la portada, a la banda nord-oest, és mot senzilla. Allindada i amb els brancals adovellats, amb una inscripció a la clau (on hi figura la data de 1744). Aquesta portada substitueix una altra d'anterior de la que encara avui se'n poden observar restes de l'arc de mig punt. Aquest arc seria realitzat amb uns blocs molt irregulars i de mida petita. Actualment, les restes d'aquesta portada estan tapiades. Per sobre del conjunt de la portada s'hi observa una fornícula buida realitzada amb una pedra seleccionada, molt diferent a l'aparell emprat en la resta del temple. Per sobre, també cal destacar la presència d'una finestra quadrada amb llinda i amb els brancals adovellats. La façana és coronada per un frontó triangular, definit per la línia de la cornisa i de la doble vessant.

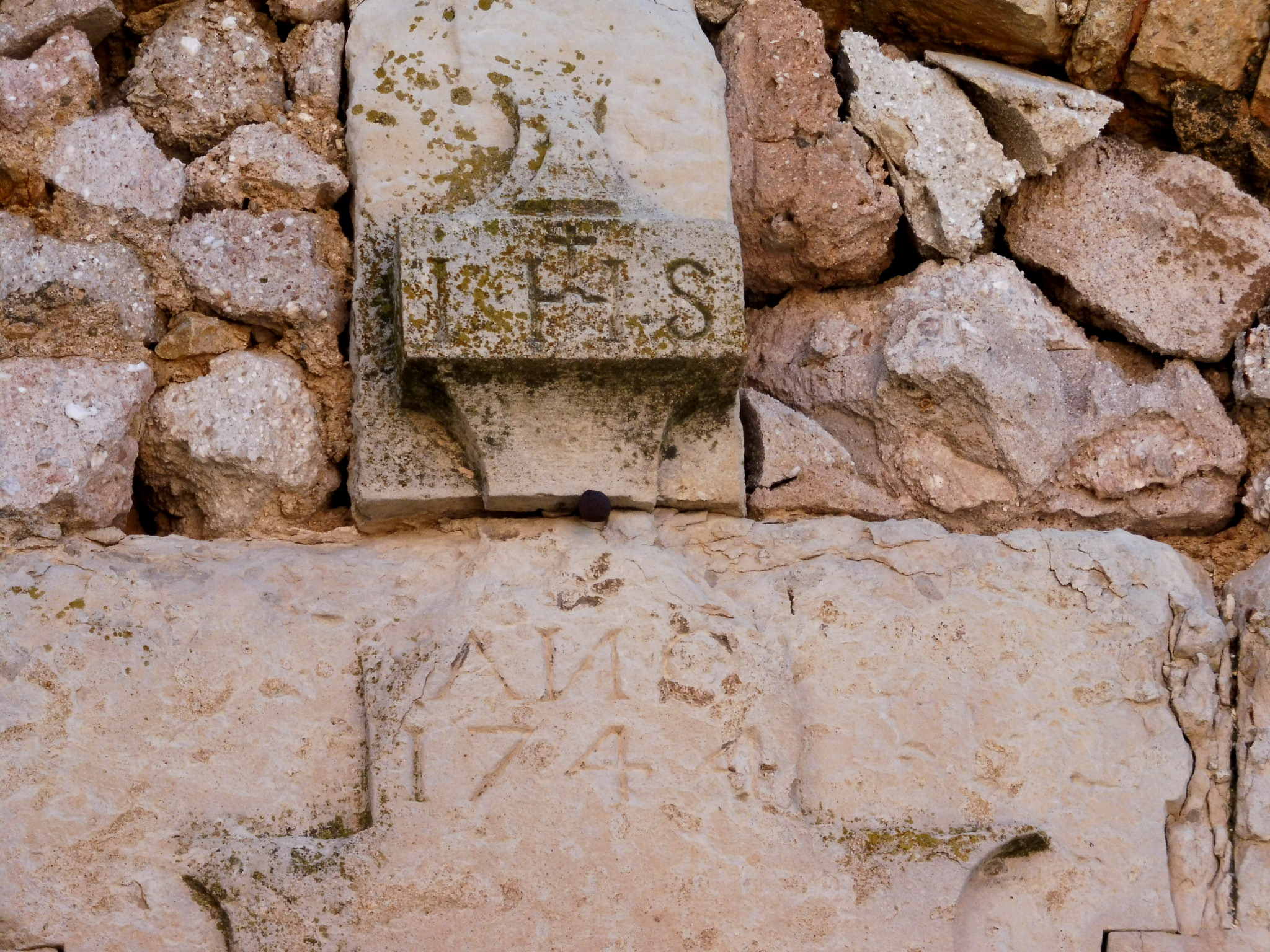
Detall de la clau de la portada

A la part esquerra de la façana s'hi observa un clar afegit, es tracta del basament i la pròpia torre, així com la continuació vers la nau, que està realitzada amb tapia.
L'interior del temple delata que es tracta d'una església d'una sola nau dividida en quatre trams, marcats per contraforts de pilastres adossades entre els quals hi ha emplaçades les capelles laterals. Els arcs són de mig punt i sostenen una coberta de volta de canó. Les capelles també són cobertes per voltes de canó, mentre que l'absis ho és per una volta de quart d'esfera. La sagristia és coberta per un sostre pla. El cor està situat als peus de la nau així com el campanar de torre, que ocupa l'angle NO i presenta una finestra d'arc de mig punt en cada una de les cares.
Tots els murs són de pedra, amb aparell de carreus irregulars disposats en filades regulars; totes les obertures així com els angles cantoners són treballats amb carreus ben escairats i polits, de mida més gran que la resta.
Si bé es considera per aquest temple un origen romànic, el cert és que no en resten vestigis que ho puguin confirmar. A més la presència molt propera de l'església de Sant Miquel i el seu temple precedent desaconsellen l'adscripció romànica o medieval de Santa Maria de Tartareu. Actualment, només es poden proposar la data de la clau de dovella (1744) com a probable inici o final de la construcció. I també la data del campanar en el seu revers (1979) implicaria o bé la construcció del campanar o la seva restauració. Nogensmenys, cal destacar que el mur nord-est del temple està realitzat amb tàpia.

## Història
L'església de Santa Maria és la parroquial de Tartareu. Té origen romànic, però durant el segle xviii (1741) fou molt modificada i ampliada. Aquestes reformes foren pagades pels veïns del poble.
No se'n coneixen dades històriques directament relacionades.